# Bötzlöh
Bötzlöh ist ein Weiler im ländlichen Außenbereich der nordrhein-westfälischen Kreisstadt Viersen. Innerhalb des Viersener Stadtgebiets liegt Bötzlöh im Süden des Stadtbezirks Alt-Viersen, ca. 300–400 m nördlich der Stadtgrenze zu Mönchengladbach. Innerhalb Nordrhein-Westfalens gehört Bötzlöh außerdem zur Region Niederrhein und zählt darüber hinaus als Ortsteil von Viersen zur Metropolregion Rhein-Ruhr. Frühere Bezeichnungen für die Ansiedlung waren an gen Batzloyen, Butzloe, Butzlöhn, Bötzlöhe, Bützlöhe oder Bötzloe.

Soweit überliefert ist, ist Bötzlöh bereits seit dem Mittelalter ein Ortsteil von Viersen; von irgendeiner kommunalpolitischen Selbständigkeit ist nichts bekannt. Bötzlöh war ein Teil der Altviersener Honnschaft Ummer. Auch in kirchlicher Hinsicht war Bötzlöh nicht eigenständig, sondern gehörte stattdessen zum Pfarrbezirk "St.Helena" des ca. 2 km entfernten Helenabrunn.

## Siedlungsstruktur und Verkehr
Bötzlöh ist ein stark landwirtschaftlich geprägter Weiler und besteht im Wesentlichen nur aus einer Straße, dem aus Ompert heraufführenden "Omperter Weg".

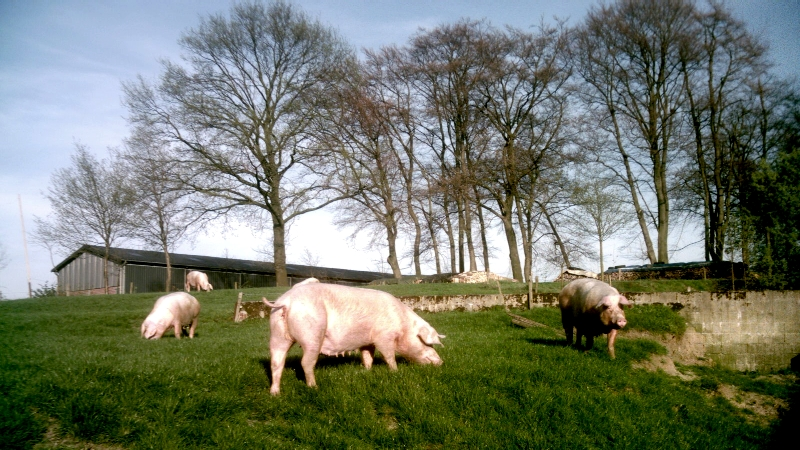
Ein Bild mit Seltenheitswert in der stark verstädterten Umgebung:
Schweinewiese in Bötzlöh.

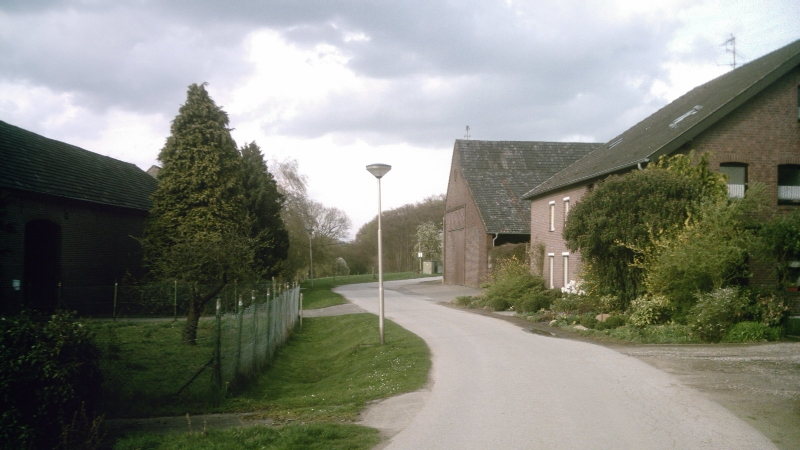
Der Omperter Weg in Bötzlöh.

### Straßenverkehr
Der "Omperter Weg" ist eine Viersener innerstädtische Gemeindestraße, die in Ummer von der Landesstraße L71 ("Gladbacher Straße") abzweigt und über Ompert bis nach Bötzlöh verläuft. Zwar führen von Bötzlöh aus gleich mehrere asphaltierte Wirtschaftswege auch noch weiter (u. a. auch nach Mönchengladbach), jedoch sind diese landwirtschaftlichen Fahrwege für den allgemeinen Kraftfahrzeugverkehr gesperrt ("Anlieger Verkehr frei"), so dass Bötzlöh de jure eine Sackgasse ist und überhaupt nur über den in Ummer von der "Gladbacher Straße" (L71) abzweigenden "Omperter Weg" erreicht werden kann.

### Schienenverkehr
Schienenverkehr, gleich welcher Art, gibt es in Bötzlöh nicht und hat es auch nie gegeben.
Die von Bötzlöh aus nächstgelegenen Bahnhöfe sind der Bahnhof Viersen und der Mönchengladbacher Hauptbahnhof.

### Busverkehr
Als Ortsteil von Viersen zählt Bötzlöh zwar theoretisch zum Tarifgebiet des Verkehrsverbunds Rhein-Ruhr, wird aber vom öffentlichen Nahverkehr nicht angefahren. Die nächstgelegenen Bushaltestellen befinden sich in Ummer und Helenabrunn sowie in den angrenzenden Mönchengladbacher Ortsteilen Großheide, Venn oder Rasseln.

### Radwanderwege
Zwei offiziell ausgewiesenen Radwanderstrecken durchqueren die Ortschaft Bötzlöh auf gemeinsamem Fahrweg:
- Die Mispelroute, markiert durch eine weiße Mispel auf blauem Grund.
- Der Rundweg Stadt Viersen, markiert durch ein grünes "[V]".

Beide Routen verlaufen etwa ab der Bockerter Heide auf gemeinsamem Fahrweg am Haus Waldfrieden vorbei nach Bötzlöh und dann weiter über Helenabrunn in Richtung Niers.

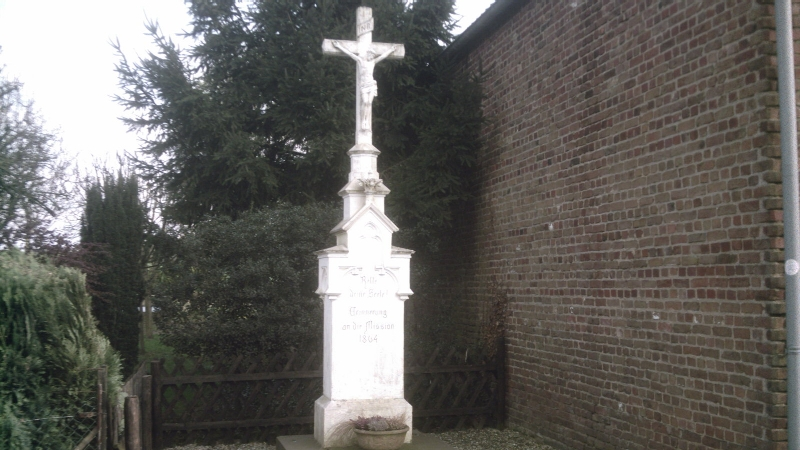
Das Missionskreuz Bötzlöh aus dem Jahre 1864.

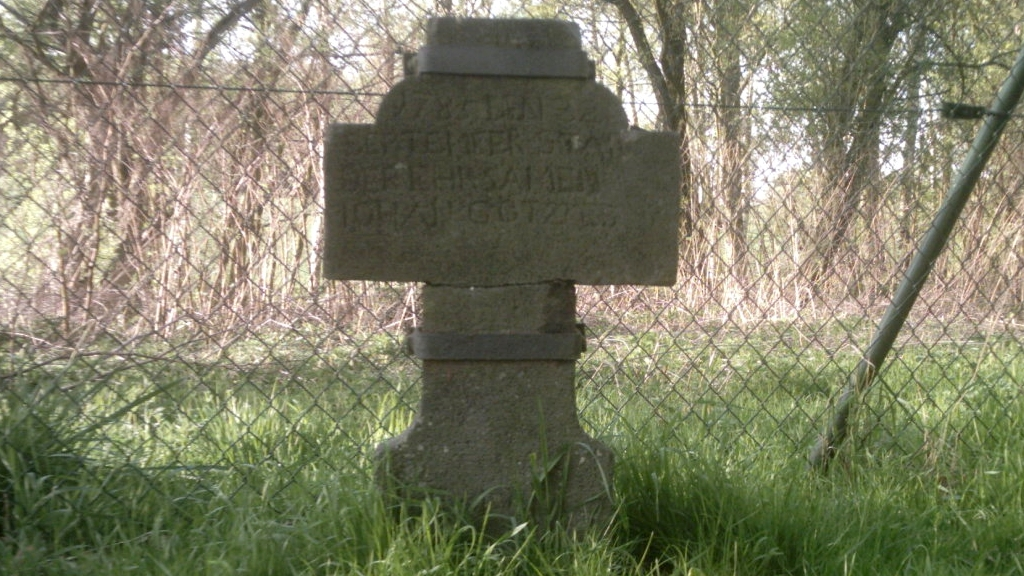
Das Gedenkkreuz Johann Götzkes in Botzlöh aus dem Jahre 1785.

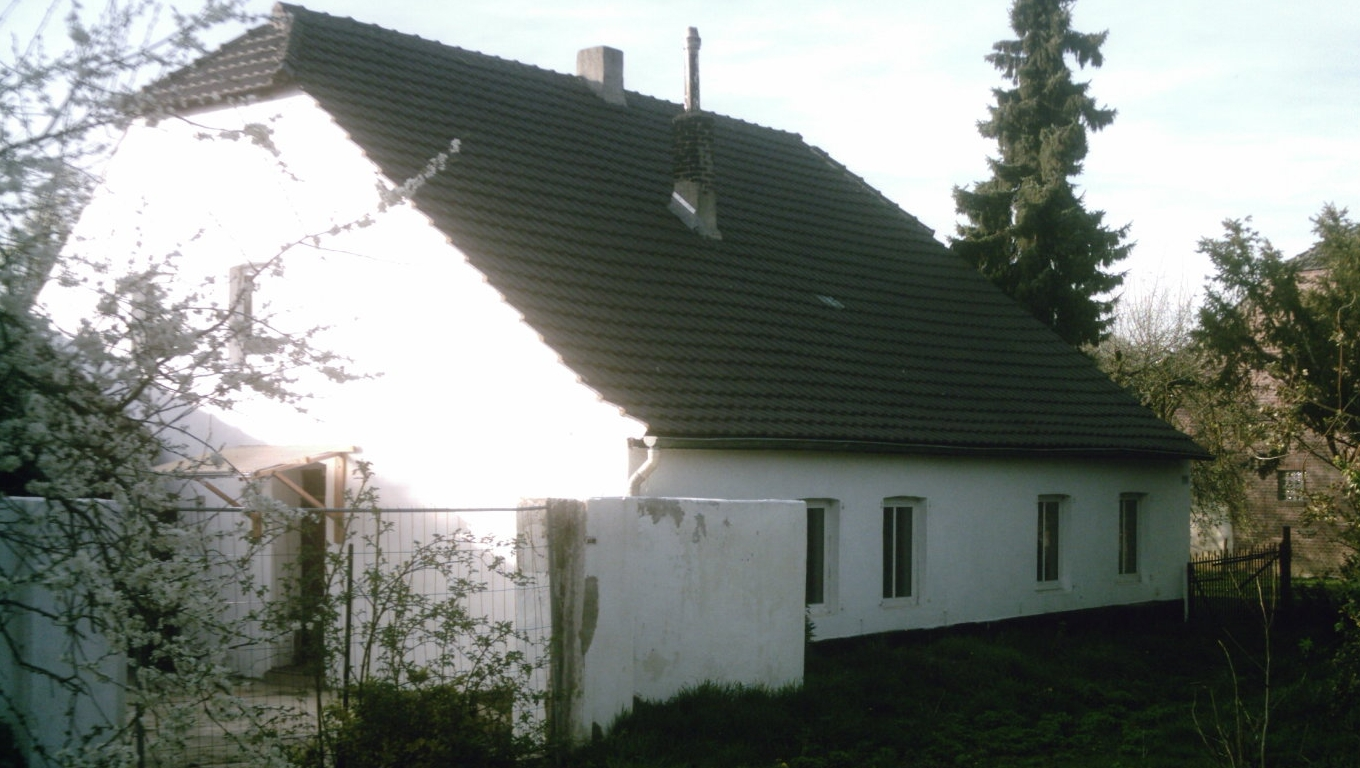
Wohnstallhaus am Omperter Weg 193.

## Sehenswürdigkeiten

### Missionskreuz Bötzlöh
Das Missionskreuz Bötzlöh wurde im Jahr 1864 errichtet und befindet sich auf der Südwestseite des Omperter Wegs. Es trägt die Inschrift "Rette Deine Seele! Erinnerung an die Mission 1864".

### Gedenkkreuz Johan Götzkes
Am nordöstlichen Ende der Ortschaft, gleich am Hochwasserrückhaltebecken des Wasser- und Bodenverbands der Mittleren Niers, befindet sich das Gedenkkreuz Johan Götzkes. Das kleine aus Basaltlava bestehende Kreuz erinnert an das Schicksal von Johan Götzkes, einem Mann, der auf dem Weg von Ompert nach Bötzlöh hier am 22. September 1785 von seinem eigenen Fahrzeug erschlagen wurde. Das Kreuz trägt die Inschrift "1785 DEN 22 SEPTEMBER STARB DER EHRSAME JOHAN GÖTZKES". Das Gedenkkreuz wurde 1989 restauriert und steht unter der Listennummer 250 seit 1991 unter Denkmalschutz.

### Wohnstallhaus Bötzlöh
Ungefähr in der Mitte des Weilers Bötzlöh befindet sich auf der nordwestlichen Seite des Omperter Wegs mit der Hausnummer 193 ein sog. Wohnstallhaus, eine eher selten gewordenen Variante eines niederrheinischen Bauernhauses Viersener Art. Das Wohnstallhaus selbst stammt aus dem 18. Jahrhundert; dazu gruppieren sich Nebengebäude aus dem 19. Jahrhundert. Unter anderem aus architektur- und ortsgeschichtlichen, aber auch volkskundlichen Gründen steht der Gebäudekomplex unter der Listennummer 271 seit 1991 als Baudenkmal unter Denkmalschutz.

## Die nähere Umgebung

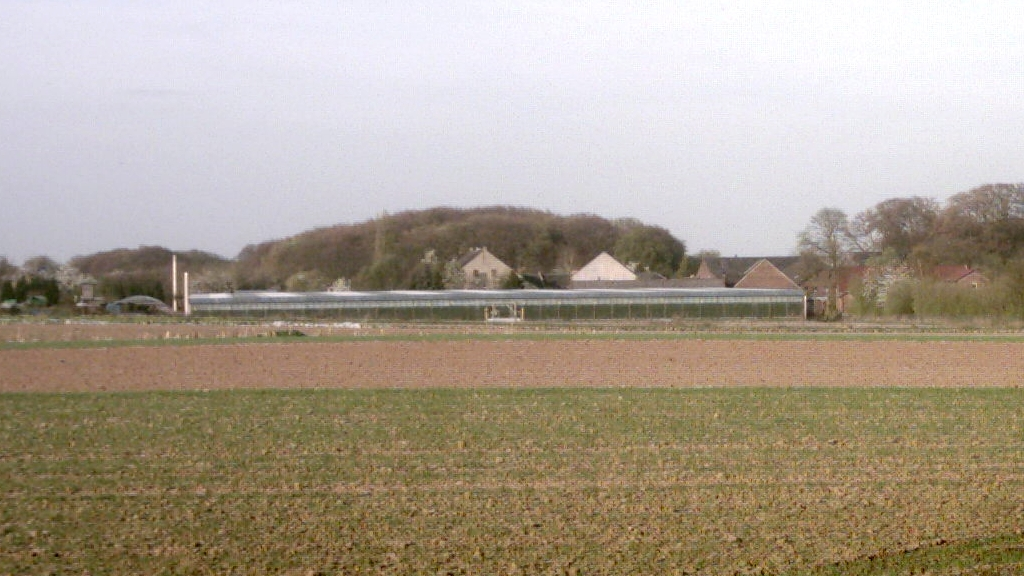
Ansicht von Bötzlöh von der äußeren Viersener Landwehr aus.

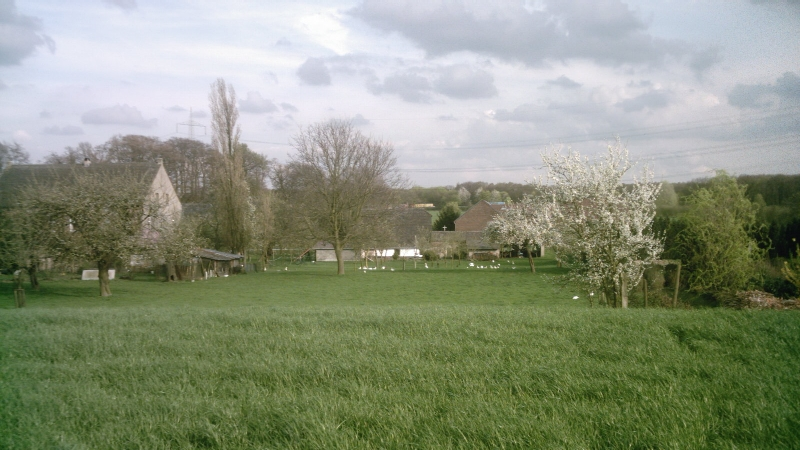
Ansicht von Bötzlöh aus Richtung Nordwesten.

| Bockert                    | Oberbeberich                                | Ummer Ompert |
| Bockerter Heide MG-Rasseln | Kompassrose, die auf Nachbargemeinden zeigt | Helenabrunn  |
| MG-Winkeln                 | MG-Venn                                     | MG-Großheide |